# Expozice historie železniční dopravy
Expozice historie železniční dopravy je muzejní expozice v Telči, vznikla v rámci projektu DY–THA rail mezi lety 2012 a 2014. Expozice je umístěna v železničním depu v Telči.

## Historie
Expozice vznikla pod vedením operačního programu Evropská územní spolupráce Rakousko – Česká republika 2007–2013 s realizací v termínu od 1. ledna 2012 do 31. srpna 2014, cílem projektu byl rozvoj potenciálu stávající železniční trati Kostelec u Jihlavy–Slavonice s návazností na cyklostezku v Rakousku a nabídnutí spojených turistických aktivit. Spolu s projektem vznikly expozice lokomotiv, vagonů a další techniky v prostorách nádraží Českých drah.

## Expozice
V expozici depa jsou vystaveny historické železniční vozy, informační panely o historii a současnosti železniční tratě Kostelec–Slavonice s náčtrky, fotografiemi a texty. V expozici jsou také umístěny další předměty, technická zařízení a další.